# LABC
LABC är ett svenskt begrepp eller förkortning inom kategorin första hjälpen. Förkortningen är en minnesregel och talar om i vilken ordning man bör prioritera vid en olycka. Andningsstillestånd bör till exempel prioriteras före blödning eftersom det är mest akut. 
LABC står för:
- L - livsfarligt läge
- A - andning
- B - blödning
- C - cirkulation

På senare år har emellertid begreppet LABC förändrats och förtydligats för att förbättra för syretransport till kroppens viktigaste organ, och inom akutsjukvård används istället den engelska mer korrekta minnesramsan för LABC, som står för:
”Lifethreatening situation” (Livsfarligt läge, som tidigare)
”Airways” (Andningsvägar fria, för att tillgodose möjligheten för andning inklusive kontroll av eventuell främmande kropp i luftvägar.
”Breathing” (Bra eller fullgod andning, om inte - gör inblåsningar.
”Circulation” (Cirkulation, innefattar både behandling av blödning och chock oavsett orsaken)
Chockbegreppet
”Den cirkulerande mängden blod är för liten i förhållande till blodbanans volym”
Orsak till chock:
Anafylaxi - Allergisk reaktion som dilaterar blodkärlen och ger ökad volym av blodbanan.
Hypovolemi - Låg volym av vätska i blodbanan genom blödning eller brännskada
Psykologisk reaktionär - Mental reaktion som orsakar dilatation av blodkärlen och ger ökad volym av blodbanan. 
Neurogen - Nervskada, tillfällig eller temporär, som orsakar dilatation av blodkärlen och ger ökad volym av blodbanan.
Intox - Förgiftning, intag av eller överdosering av kemiska preparat, droger, läkemedel.

## L Livsfarligt läge
Den drabbade befinner sig i omedelbar närhet av exempelvis
- risk för brand
- risk för explosion
- risk för ras
- risk för nedfallande elledning
- vatten
- trafikerad vägbana (mitt på vägbanan)

och måste flyttas omedelbart för att förhindra ytterligare skada.

## A Andning
Kontrollera personens andning och hjärtrytm. Om personen inte andas gäller det att skapa öppna luftvägar. Detta sker genom att huvudet försiktigt förs bakåt-uppåt för att lyfta upp tungans bakre del från luftstrupen. Om det behövs utförs konstgjord andning med mun mot mun-metoden. Saknas även Andning ska hjärt/lungräddning påbörjas.
Om personen uppges att ha normal andning ska denne personen läggas i stabilt sidoläge för att underlätta andning.
Det är bra att ha första hjälpen-utbildning, men ALLA livräddningsförsök räknas.
Behandlingen utförs genom växelvis 30 st kompressioner av personens bröstkorg (hjärtkompressioner)och växelvis 2 st inblåsningar i personens mun eller näsa, den så kallade mun-mot-mun-metoden. Bröstkorgen ska tryckas ner 5-6 cm varje gång med en hastighet av 100-120 kompressioner per minut. Avbrott i kompressionerna görs endast för inblåsningar. Behandlingen fortsätter oavbrutet tills ambulanspersonal tar över behandlingen, även om personen inte uppvisar synliga tecken på andning eller puls.
Är man ensam på platsen ska man försöka göra det man kan, det kan rädda liv. 112 kan även hjälpa med guide hur man gör.

## B Blödning
Efter att fria luftvägar och syreförsörjning till hjärna och hjärta är säkerställda så skall större blödningar stoppas. Detta sker genom att, om möjligt, hålla blödande kroppsdel högt och sätta press i såret med hand, fingrar eller ett skyddande tyg. Har man tillgång appliceras sedan ett Första förband ovanpå. Detta gäller även vid avhuggen kroppsdel som gärna ramponeras, avsnörande förband används enbart om inget annat hjälper. Undantag gäller för kraftig blödning från hals och upp. På halsen försöker man istället stoppa blödningen genom att nypa hårt kring kärlen nedanför skadan på halsen. Vid skada på huvudet läggs ett skyddsförband med lätt tryck med handen på skadan. Vid ansiktsblödning gäller bara skyddsförband utan press. Vid skador mot huvudet skall man alltid behålla personens alla kroppsdelar i så kallat planlägg.

## C Chock/Cirkulationssvikt
Om personen förlorat mycket blod kan denne drabbas av cirkulationssvikt. För att förhindra detta placeras personen i stabilt sidoläge och/eller med benen i högt läge. Detta för att så mycket blod som möjligt ska försörja hjärnan med syre.
Man förebygger chock på ett enkelt sätt genom vila, värme, varsamhet.
*Vila - Låt den drabbade ligga ner och höj fotändan något.
*Värme - Kan man få en filt under den drabbade så minskar man nedkylningen mot underlaget. Lägg även gärna en filt över den drabbade.
*Varsamhet - Uppträd alltid lugn och stressa inte personen mer än denne redan är. Försök att avlägsna personer omkring som ser på eller stressar situationen. Lyssna på den drabbade. Tala om vem du är och att du finns här för honom/henne i väntan på hjälp.
Observera att en person i chock kan vara törstig. Ge INTE vätska då detta kan medföra livsfara eftersom det kan finnas inre skador som ännu inte har upptäckts!
Glöm inte att larma 112!